# Tom Tailor
Tom Tailor Holding SE – niemieckie przedsiębiorstwo odzieżowe założone w 1962 roku w Hamburgu. Produkty przedsiębiorstwa sprzedawane są w 21 państwach na świecie.
Tom Tailor Holding SE jest właścicielem dwóch głównych marek: Tom Tailor oraz Bonita. Marka Tom Tailor dzieli się na Tom Tailor, Tom Tailor Denim oraz Tom Tailor Contemporary, natomiast Bonita na Bonita oraz Bonita Men.